# Craterispermum angustifolium
Craterispermum angustifolium är en måreväxtart som beskrevs av De Wild. och Théophile Alexis Durand. Craterispermum angustifolium ingår i släktet Craterispermum och familjen måreväxter.
Artens utbredningsområde är Kongo-Kinshasa. Inga underarter finns listade i Catalogue of Life.